# 夫婦な生活
『夫婦な生活』（ふうふなせいかつ）は、おーはしるいによる日本の4コマ漫画作品。本稿では続編『もっと!夫婦な生活』（もっとふうふなせいかつ）についても記す。

## 作品概要
ドジでおっちょこちょいな主婦みえこと、その夫ですっとこどっこいなとしゆきとの日常を描いた物語。みえこの両親や友人、としゆきの上司らがサブキャラクターとして本作を盛り上げている。
1997年、『おーはしるい』名義で別作品『デンジャラスな彼女』を連載していた『まんがタイムジャンボ』にて『萩原みゆき』名義で『夫婦な生活』の連載を開始、事実上の2本立てとなる。この時点では4コマではない一般的なストーリー漫画であったが、1999年からは、同じ登場人物・同じ設定で『おーはしるい』名義にて4コマ形式で『ご夫婦ダイアリー』の連載が、別雑誌（詳細は後述）で開始された。1つの作品が2通りの異なる形式で、複数の雑誌で同時に連載されていた珍しい例である。その後『デンジャラスな彼女』の終了もあり、題名・PNを『夫婦な生活』・『おーはしるい』に統一。ストーリー形式での連載は2004年7月号を最後に終了し、以後は4コマ形式のみとなっている。『まんがホーム』2012年5月号より『もっと!夫婦な生活』と改題され2018年6月号で連載終了。
2誌並行連載されていた時期には、『まんがホーム』では単発4コマ、『まんがタイム』ではストーリー形式の4コマが連載される傾向にあった。
『会計チーフはゆ〜うつ』の方が連載は早かったが、『まんがタイムラブリー』のみだったので巻数はこちらの方が多い。『会計チーフはゆ〜うつ』は既に終了したので、この作品が最長になった。
2007年10月に作者初の2桁である10巻が発売。まんがタイムコミックスとしては、『ナオミだもん』（絶版）、『ラディカル・ホスピタル』、『ごめんあそばせ』（絶版）、『エン女医あきら先生』（絶版）、『新コボちゃん』に続く6作品目。

## 主な登場人物
本名が明らかになっていない人物については、すべて続柄や通称名などで記す。以下、単行本巻数等について『夫婦な生活』を正編、『もっと!夫婦な生活』を『もっと!〜』編、と略記する。
鈴木 みえこ（すずき みえこ）
元OLの主婦。OL時代の同僚がとしゆきの友人だったことから知り合った27歳。結婚3年目。射手座。血液型A型。旧姓は太田（おおた）。楽天的な性格で毎日の生活を満喫している。家の中ではエプロンとカチューシャを必ず身に着けている。
行動はドジでおっちょこちょい。料理で失敗（焦がす、調味料を間違えて使う、など）したり、鉢植えを枯らせたり、新しく買った服をすぐ汚してしまったり、破れた服の修復を試みて失敗したりなど、枚挙に暇が無い。ただし金銭感覚はややしっかりしている。
結婚から3年が経過した現在においても、夫のことが好き。普段は夫のことを「ダンナ」と呼んでいる。「あなたの理想の人は?」という問いには、迷わず「ダンナ」と回答。夫に似ているという理由で、ある歌手のファンになったことも。本人に対して「好き」と言うのにも恥じらいは全く無い。
両親曰く、全般的に変なものが好み。海で最も美味しく食べられるものは何か、という問いには、ヤキイカと回答。また、小動物も好き。漫画本を読むのも好きで、小学校の頃に買った単行本も捨てておらず、大量に本が溜まってしまっている。
気が弱いところもあり、セールスや勧誘の類は断れないことが多い。多種類の保険に加入しているのも、このためではないかと考えられている。母親の厳しさに恐怖を感じているが、楽天的な性格のため、叱られても全く堪えていない。
結婚した頃と比べると、当時の服が着られないほどに太ってしまったらしい。酔うと鼻の頭が緑色になり、ニコニコしながらひたすら飲み続ける。
結婚退職後、長らく専業主婦であったが、『もっと!〜』編開始後暫くして近所のラーメン屋でのパートを始めた。
鈴木 としゆき（すずき としゆき）
みえこの夫。27歳。結婚3年目。水瓶座。血液型O型。
少しキツめの性格。みえこのボケに対して愛のあるツッコミを入れるのが日課。但し、耳の後ろを指でこすると、足の爪と同じ臭いがすることを発見し、ノーベル賞を取ろうと目論む、など稀に強烈なボケを発することがある。
現在、住宅の内装の会社「ミナト商事」において営業マンをしている。勤続5年目。
趣味は、テレビゲーム、競馬、CD収集など。かつてはバンドのメンバーとして活動していたが、ギターは現在も保管しているものの結婚とともに辞めている。ラーメン屋でのアルバイト経験があり、料理も上手。海で最も美味しく食べられるものは何か、という問いには、ラーメンと回答。みえこと同様に小動物が好き。
髪型について強いこだわりを持ち、他人が見ると全く違いがわからないほど僅かに切られすぎただけでも、機嫌が悪化する。
妻とは逆で、胃腸が弱いためいくら食べても余り太ることが無い。
17歳の妹がおり、みえこが喧嘩して（としゆきの）実家に帰った際『（のんびりできるから）まだ家に帰りたくない』ととしゆきに対して涙ぐむみえこを庇う姿が見られた｡
太田 さわこ（おおた さわこ）
みえこの母（旧姓は不明）。
みえこたちのすぐ近所に、夫と2人で暮らしている。結婚前は看護師をしていた。
みえことは正反対に、何事にも厳しい性格。時折みえこたちの住まいを訪れたかと思うと、障子の木枠を指で撫でて、埃が溜まっていることを示し、掃除が行き届いていないことを指摘したりなど、実の娘に対してまるで“嫁いびり”のような行動を取ることも。みえこ夫婦には早く子供を作ってもらいたいようで、その事を度々みえこに説教する。
正編単行本9巻で名前が明らかになった。
みえこの父
定年退職後、ほぼ毎日自宅にいる。妻には頭が上がらない。
庭の草刈りをした際に、誤って妻が大切に育てていた花まで刈ってしまう・フライパンのコゲを取ろうとしてテフロン加工まで落としてしまうなど、ドジなところがある。また、注意していないと太ってしまう体質でもある。これらがそのまま、みえこに遺伝したと思われる。妹（＝みえこの叔母）も同様の性格で、顔もみえことそっくり。
正編単行本9巻で妻となるさわこに一目惚れして、仮病を使ってまで病院に行くほど恋に一途なところが垣間見える。
太田 一郎（おおた いちろう）
みえこの弟。24歳。顔や性格はみえことそっくり。圭子（けいこ）という女性と結婚する。
藤原 ナナ（ふじわら ナナ）
みえこの友人。27歳。主婦。旧姓は高田。通称ナナちゃん。
中学1年生の時にみえこが転校した先でクラスメートとなり親しくなった、20年来の友人。
事あるごとに、躊躇い無く夫のみっちー（後述）に対して怒り、殴ったり蹴ったりしているらしい。怯えている夫の顔にときめくのだとか。
みっちーと喧嘩して、みえこの家に泊めてもらいに来た際には、自宅に「みえこの家に行く! 来るな!!」とメモを置いてきた。このとき、みっちーは当日から出張で、3日後に自宅に戻ってくるまでメモに気付かなかったのだが、それを知らないナナは3日間みっちーが追いかけてくるのを待ち続け、精神的にかなり参ってしまっていた。
なんだかんだで夫婦仲は悪くないが、たまに夫以外の男に入れ込んでしまうことがあり周囲を慌てさせる。最も熱しやすく冷めやすいため不倫にまでは至らない。
みえこのドジっぷりを微笑ましくも面白がっており、自ブログにそのドジっぷりを掲載しているがみえこには勿論秘密。
みえこたちが近所に新築された分譲マンションに転居した際に、ナナたちも隣室に転居してきた。
みっちー
ナナの夫。会社員。
ナナより年下。正編第6巻までで3回程度と作中では殆ど登場しないが、1ヶ月あたり10万円は小遣いに使ってしまうこと、体重が90kgに達してしまい、妻に「肉野郎」と呼ばれてしまっていること、などが明らかになっている。
妻に怒られることが日常化しているためか、ナナが反省して優しくするようになった際には、却って恐怖を感じてしまい帰宅拒否に陥った。それでも、愛想を尽かしたりすることは無いらしい。
神取（かんどり）部長
としゆきの上司。男性。既婚者。
みえこのファンを自称している。面白いところが良いらしい。最初のうちは、ただ見て面白がっているだけだったが、話が進むにつれ、社内報の原稿の題材にしようとしたり、みえこのプリクラを常に携えてストレス解消策にしていたり、みえこの面白い行動を収めたアルバムを作るためにバーベキューを企画したり、他の部下を使ってとしゆきからみえこのメールアドレスを聞き出したり、など情報収集に拍車が掛かっている。本人曰く、「人生の潤い」だとか。奥さんもみえこのファン。また部長を通じて、みえこのへっぽこぶりは社内でも有名になっており、社内レクリエーションに業務命令としてとしゆきに連れてくるように命じたこともある。
田中 泉（たなか いずみ）
みえこ・としゆきの隣室に（転居前後とも）住む主婦。正編第4巻より登場。
何事にも控えめで、おっとりした性格。夫と2人で撮った写真は、結婚式の時の1枚しかなく、みえこが撮ってあげようとした際には、顔を真っ赤にして恥ずかしがった。みえこ達の明るさ・屈託の無さを羨んでいる。今のところ、近所での友達は みえことナナしかいない。酔うと性格が更に控えめになる泣き上戸。
夫とは見合い結婚。
田中さんの夫
真面目な性格。妻と同様に口数が少ない。妻より年上。
アパートの大家さん
老婦人。1人でアパートに住んでいる。みえこたちの転居先の分譲マンションの地主でもあり、マンション新築後はそちらの管理人も兼ねる。
非常にきつく、口やかましい性格。苗字は金子（かねこ）。以前は息子夫婦と孫も一緒に住んでいたが、出て行かれてしまった。それを境に愚痴の激しさが増したらしい。たまに孫だけはアパートに遊びに来て、みえこと妙に気が合って遊び相手になっている。
八木 真沙美（やぎ まさみ）
マンションの、みえこ・としゆきと同じ階に住む独身女性マンガ家。月4〜5人のアシスタントを使い、実写映画化作品もある人気作家で、仕事場兼用で部屋数が多く間取りも広い（従って他の世帯より高価な）自室を（他の者と異なり）ローンを組まず一括購入している。多忙で身なりに構っていられないため、人前に出たがらず、近所付き合いに疎遠である。しかし一たびフルメークする時間が取れると、見事な美女に化ける。

## 主な舞台
コーポ柿の実
主人公2人の暮らしていたアパート。関東地方の○×市ほのぼの町1-2に所在。築20年。ペット飼育は禁止。
鈴木夫妻は205号室で、田中夫妻はその隣室。
『スーパーメイドちるみさん』（師走冬子）の原田家や、『さゆリン』（弓長九天）の舞台の高校も、近所にあるらしい。また、『サクラ町さいず』（松田円）のサクラ町は隣町にあたる。
新築マンション
『もっと〜』編から主人公2人の暮らす分譲マンション。同じくほのぼの町内に所在。
各階5世帯ずつで、藤原夫妻が三〇一号室、鈴木夫妻が三〇二号室、田中夫妻が三〇三号室、八木が三〇五号室。

## 書誌情報

### 掲載誌
すべて芳文社より刊行。
- まんがタイムジャンボ（月刊） - ストーリー形式。1997年8月号より2003年11月号までの毎号、2004年1・3・5・7月号に掲載。
- まんがタイムオプショナル（不定期刊、廃刊） - 4コマ形式。1999年4月号ゲスト掲載。
- まんがホーム（月刊） - 4コマ形式。1999年11月号より2004年9月号までの毎号、2005年1月号より2018年6月号まで毎号掲載。
- まんがタイムオリジナル（月刊） - 4コマ形式。2003年3月号より2004年9月号までの毎号に掲載。
- まんがタイム（月刊） - 4コマ形式。2005年1月号より2011年1月号までの毎号に掲載。

### 単行本
- おーはしるい『夫婦な生活』 芳文社〈まんがタイムコミックス〉、全15巻（絶版）
  1. 2000年8月18日第1刷発行（2000年8月3日発売[2]）、ISBN 4-8322-6179-7
  2. 2001年10月18日第1刷発行（2001年10月3日発売[2]）、ISBN 4-8322-6225-4
  3. 2002年6月18日第1刷発行（2002年6月3日発売[2]）、ISBN 4-8322-6255-6
  4. 2003年5月15日第1刷発行（2003年5月1日発売[2]）、ISBN 4-8322-6287-4
  5. 2004年2月18日第1刷発行（2004年2月3日発売[2]）、ISBN 4-8322-6322-6
  6. 2004年7月17日第1刷発行（2004年7月2日発売[2]）、ISBN 4-8322-6345-5
  7. 2005年5月20日第1刷発行（2005年5月6日発売[2]）、ISBN 4-8322-6393-5
  8. 2006年1月21日第1刷発行（2006年1月6日発売[2]）、ISBN 4-8322-6439-7
  9. 2006年10月22日第1刷発行（2006年10月7日発売[2]）、ISBN 4-8322-6493-1
  10. 2007年10月21日第1刷発行（2007年10月6日発売[2]）、ISBN 978-4-8322-6576-9
  11. 2008年9月21日第1刷発行（2008年9月6日発売[2]）、ISBN 978-4-8322-6669-8
  12. 2009年9月22日第1刷発行（2009年9月7日発売[2]）、ISBN 978-4-8322-6771-8
  13. 2010年4月22日第1刷発行（2010年4月7日発売[2]）、ISBN 978-4-8322-6836-4
  14. 2011年3月22日第1刷発行（2011年3月7日発売[2]）、ISBN 978-4-8322-6943-9
  15. 2012年5月22日第1刷発行（2012年5月7日発売[2]）、ISBN 978-4-8322-5073-4
- おーはしるい『もっと！夫婦な生活』シリーズ 芳文社〈まんがタイムコミックス〉、全4巻
  1. 『もっと！夫婦な生活』 2013年12月22日第1刷発行（2013年12月7日発売[3]）、ISBN 978-4-8322-5252-3
  2. 『もっと！夫婦な生活 おかわりっ』 2015年10月22日第1刷発行（2015年10月7日発売[3]）、ISBN 978-4-8322-5424-4
  3. 『もっと！夫婦な生活 おはようっ』 2017年3月22日第1刷発行（2017年3月7日発売[3]）、ISBN 978-4-8322-5571-5
  4. 『もっと！夫婦な生活 ありがとう』 2018年8月22日第1刷発行（2018年8月7日発売[3]）、ISBN 978-4-8322-5708-5

## その他
- 上述のように、みえこは射手座でA型であるが、本作品の著者のおーはしるいも射手座かつA型である。
- 第2巻のあとがきによれば、「としゆき」「みえこ」の名は作者の両親からそれぞれ命名し（漢字で書くと「寿之」「美枝子」）、「鈴木」は「日本人に多いから」とのこと。